# Kim Jae-woo
Đây là một tên người Triều Tiên, họ là Kim.
Kim Jae-woo (Hangul: 김재우; sinh ngày 6 tháng 2 năm 1998) là một cầu thủ bóng đá Hàn Quốc hiện tại thi đấu cho Bucheon FC 1995 ở K League 2.